# Cedar Grove (Indiana)
Cedar Grove és una població dels Estats Units a l'estat d'Indiana. Segons el cens del 2000 tenia 185 habitants.

## Demografia
Segons el cens del 2000, Cedar Grove tenia 185 habitants, 75 habitatges, i 54 famílies. La densitat de població era de 476,2 habitants per km².
Dels 75 habitatges en un 30,7% hi vivien nens de menys de 18 anys, en un 50,7% hi vivien parelles casades, en un 17,3% dones solteres, i en un 28% no eren unitats familiars. En el 26,7% dels habitatges hi vivien persones soles el 12% de les quals corresponia a persones de 65 anys o més que vivien soles. El nombre mitjà de persones vivint en cada habitatge era de 2,47 i el nombre mitjà de persones que vivien en cada família era de 2,98.
Per edats la població es repartia de la següent manera: un 23,2% tenia menys de 18 anys, un 9,7% entre 18 i 24, un 27% entre 25 i 44, un 25,9% de 45 a 60 i un 14,1% 65 anys o més.
L'edat mediana era de 36 anys. Per cada 100 dones de 18 o més anys hi havia 100 homes.
La renda mediana per habitatge era de 40.833 $ i la renda mediana per família de 45.625 $. Els homes tenien una renda mediana de 36.094 $ mentre que les dones 24.375 $. La renda per capita de la població era de 23.483 $. Entorn del 5,3% de les famílies i el 6,6% de la població estaven per davall del llindar de pobresa.

## Poblacions més properes
El següent diagrama mostra les poblacions més properes.